# Final da Copa Libertadores da América de 2012
A Final da Copa Libertadores da América de 2012 foi a decisão da 53ª edição da Copa Libertadores da América. Foi disputada entre o Sport Club Corinthians Paulista, do Brasil e o Club Atlético Boca Juniors, da Argentina nos dias 27 de junho e 4 de julho. Na primeira partida, disputada no Estádio La Bombonera, em Buenos Aires, empate por 1–1. Jogando em casa na partida decisiva, o Corinthians venceu por 2–0 no Estádio do Pacaembu, em São Paulo, e conquistou seu primeiro título de Copa Libertadores de maneira invicta.

## Transmissão

### No Brasil
No Brasil, os jogos foram transmitidos pela Rede Globo na TV aberta, além do canal fechado Fox Sports.

### Outros países
As partidas foram transmitidas pela Fox Sports para toda a América Latina e para os Estados Unidos. E, além disso, mais de cem países em todo o planeta assistiram as partidas da grande final da Copa Libertadores 2012.

## Caminho até a final
Os finalistas classificaram-se diretamente para a segunda fase do torneio, a fase de grupos, sem necessidade de passar pela primeira, também conhecida como "pré-Libertadores", no Brasil ou "play-offs de la Copa", como é mais conhecida na América Latina.

### Segunda fase
| Equipe            | Pts | J | V | E | D | GP | GC | SG  |
| ----------------- | --- | - | - | - | - | -- | -- | --- |
| Corinthians       | 14  | 6 | 4 | 2 | 0 | 13 | 2  | +11 |
| Cruz Azul         | 11  | 6 | 3 | 2 | 1 | 11 | 4  | +7  |
| Nacional          | 4   | 6 | 1 | 1 | 4 | 6  | 13 | –7  |
| Deportivo Táchira | 3   | 6 | 0 | 3 | 3 | 4  | 15 | –11 |

| Equipe             | Pts | J | V | E | D | GP | GC | SG |
| ------------------ | --- | - | - | - | - | -- | -- | -- |
| Fluminense         | 15  | 6 | 5 | 0 | 1 | 7  | 4  | +3 |
| Boca Juniors       | 13  | 6 | 4 | 1 | 1 | 9  | 3  | +6 |
| Arsenal de Sarandí | 6   | 6 | 2 | 0 | 4 | 6  | 7  | –1 |
| Zamora             | 1   | 6 | 0 | 1 | 5 | 0  | 8  | –8 |

### Fase final
| Adversário    | Local | Placar |
| ------------- | ----- | ------ |
| Emelec        | Fora  | 0–0    |
| Emelec        | Casa  | 3–0    |
| Vasco da Gama | Fora  | 0–0    |
| Vasco da Gama | Casa  | 1–0    |
| Santos        | Fora  | 0–1    |
| Santos        | Casa  | 1–1    |

| Adversário           | Local | Placar |
| -------------------- | ----- | ------ |
| Unión Española       | Casa  | 2–1    |
| Unión Española       | Fora  | 2–3    |
| Fluminense           | Casa  | 1–0    |
| Fluminense           | Fora  | 1–1    |
| Universidad de Chile | Casa  | 2–0    |
| Universidad de Chile | Fora  | 0–0    |

## Detalhes

### Jogo de ida
| 27 de junho   | Boca Juniors  | 1 – 1     | Corinthians   | Estádio La Bombonera, Buenos Aires |
| 21:50 (UTC-3) | Roncaglia 72' | Relatório | Romarinho 84' | Árbitro: CHI Enrique Osses         |

| Boca Juniors | Corinthians |

| G                    | 1  | Agustín Orión       |     |     |
| LD                   | 23 | Facundo Roncaglia   | 19' |     |
| Z                    | 2  | Rolando Schiavi     |     |     |
| Z                    | 6  | Matías Caruzzo      |     |     |
| LE                   | 3  | Clemente Rodríguez  |     |     |
| V                    | 18 | Leandro Somoza      |     |     |
| M                    | 16 | Pablo Ledesma       |     | 82' |
| M                    | 11 | Walter Erviti       | 88' |     |
| M                    | 10 | Juan Román Riquelme | 42' |     |
| A                    | 7  | Pablo Mouche        |     | 87' |
| A                    | 19 | Santiago Silva      |     | 85' |
| Reservas:            |    |                     |     |     |
| G                    | 13 | Sebastián Sosa      |     |     |
| Z                    | 5  | Juan Sánchez Miño   |     |     |
| Z                    | 14 | Gastón Sauro        |     |     |
| M                    | 8  | Diego Rivero        |     | 82' |
| M                    | 21 | Cristian Chávez     |     |     |
| A                    | 20 | Darío Cvitanich     |     | 87' |
| A                    | 24 | Lucas Viatri        |     | 85' |
| Técnico:             |    |                     |     |     |
| Julio César Falcioni |    |                     |     |     |

| G         | 24 | Cássio         |     |       |
| LD        | 2  | Alessandro     |     |       |
| Z         | 3  | Chicão         | 74' |       |
| Z         | 4  | Leandro Castán |     |       |
| LE        | 6  | Fábio Santos   | 87' |       |
| V         | 5  | Ralf           |     |       |
| V         | 8  | Paulinho       |     |       |
| M         | 12 | Alex           |     | 90+2' |
| M         | 20 | Danilo         |     | 83'   |
| A         | 11 | Emerson Sheik  |     |       |
| A         | 23 | Jorge Henrique |     | 39'   |
| Reservas: |    |                |     |       |
| G         | 1  | Júlio César    |     |       |
| Z         | 10 | Marquinhos     |     |       |
| LD        | 18 | Welder         |     |       |
| Z         | 25 | Wallace        |     | 90+2' |
| M         | 15 | Douglas        |     |       |
| A         | 9  | Liédson        |     | 39'   |
| A         | 21 | Romarinho      |     | 83'   |
| Técnico:  |    |                |     |       |
| Tite      |    |                |     |       |

| Árbitros assistentes: Francisco Mondría Carlos Astroza Quarto árbitro: Patricio Polic | Regras da partida - 90 minutos - 7 substitutos - Máximo de 3 substituições |

### Jogo de volta
| 4 de julho    | Corinthians      | 2 – 0     | Boca Juniors | Estádio do Pacaembu, São Paulo             |
| 21:50 (UTC-3) | Emerson 53', 72' | Relatório |              | Público: 37 959 Árbitro: COL Wilmar Roldán |

| Corinthians | Boca Juniors |

| G          | 24 | Cássio         |     |       |
| LD         | 2  | Alessandro     |     |       |
| Z          | 3  | Chicão         | 4'  |       |
| Z          | 4  | Leandro Castán | 70' |       |
| LE         | 6  | Fábio Santos   |     |       |
| V          | 5  | Ralf           |     |       |
| V          | 8  | Paulinho       |     |       |
| M          | 12 | Alex           |     | 88'   |
| M          | 20 | Danilo         |     |       |
| A          | 11 | Emerson        |     | 90+1' |
| A          | 23 | Jorge Henrique |     | 90+2' |
| Reservas:  |    |                |     |       |
| G          | 1  | Júlio César    |     |       |
| Z          | 10 | Marquinhos     |     |       |
| Z          | 16 | Ramon          |     |       |
| Z          | 25 | Wallace        |     | 90+2' |
| M          | 15 | Douglas        |     | 88'   |
| A          | 9  | Liédson        |     | 90+1' |
| A          | 21 | Romarinho      |     |       |
| Treinador: |    |                |     |       |
| Tite       |    |                |     |       |

| G                    | 1  | Agustín Orión       |     | 32' |
| LD                   | 4  | Franco Sosa         |     |     |
| Z                    | 2  | Rolando Schiavi     | 51' |     |
| Z                    | 6  | Matías Caruzzo      | 54' |     |
| LE                   | 3  | Clemente Rodríguez  |     |     |
| M                    | 16 | Pablo Ledesma       |     | 65' |
| V                    | 18 | Leandro Somoza      |     |     |
| M                    | 11 | Walter Erviti       |     |     |
| M                    | 10 | Juan Román Riquelme |     |     |
| A                    | 7  | Pablo Mouche        | 4'  | 81' |
| A                    | 19 | Santiago Silva      | 44' |     |
| Reservas:            |    |                     |     |     |
| G                    | 13 | Sebastián Sosa      |     | 32' |
| Z                    | 5  | Juan Sánchez Miño   |     |     |
| Z                    | 14 | Gastón Sauro        |     |     |
| M                    | 8  | Diego Rivero        |     |     |
| M                    | 21 | Cristian Chávez     |     |     |
| A                    | 20 | Darío Cvitanich     |     | 65' |
| A                    | 24 | Lucas Viatri        |     | 81' |
| Treinador:           |    |                     |     |     |
| Julio César Falcioni |    |                     |     |     |

| Árbitros assistentes: Abraham González Humberto Clavijo Quarto árbitro: José Buitrago | Regras da partida - 90 minutos - 7 substitutos - Máximo de 3 substituições |

### Estatísticas
|                       | Boca Juniors | Corinthians |
| --------------------- | ------------ | ----------- |
| Gols marcados         | 1            | 1           |
| Total de finalizações | 12           | 6           |
| Finalizações certas   | 5            | 3           |
| Posse de bola         | 60%          | 40%         |
| Escanteios            | 7            | 3           |
| Faltas cometidas      | 14           | 9           |
| Impedimentos          | 5            | 1           |
| Cartões amarelos      | 3            | 2           |
| Cartões vermelhos     | 0            | 0           |

|                       | Corinthians | Boca Juniors |
| --------------------- | ----------- | ------------ |
| Gols marcados         | 2           | 0            |
| Total de finalizações | 8           | 5            |
| Finalizações certas   | 7           | 3            |
| Posse de bola         | 50%         | 50%          |
| Escanteios            | 4           | 4            |
| Faltas cometidas      | 13          | 21           |
| Impedimentos          | 1           | 5            |
| Cartões amarelos      | 3           | 4            |
| Cartões vermelhos     | 0           | 0            |

|                       | Boca Juniors | Corinthians |
| --------------------- | ------------ | ----------- |
| Gols marcados         | 1            | 3           |
| Total de finalizações | 17           | 14          |
| Finalizações certas   | 8            | 10          |
| Posse de bola         | 55%          | 45%         |
| Escanteios            | 11           | 7           |
| Faltas cometidas      | 35           | 22          |
| Impedimentos          | 10           | 2           |
| Cartões amarelos      | 7            | 5           |
| Cartões vermelhos     | 0            | 0           |